# RTAF-2
RTAF-2是一款泰國空軍科學和武器系統開發中心根據日本LM-1仿製的通用固定翼飛機。

## 發展
RTAF-2衍伸LM-1泰國空軍於1957年製造了一架原型機，並在1957-58年進行了測試，但隨後沒有進一步生產。
唯一的原型機於1984年轉移到曼谷廊曼區的泰國皇家空軍博物館展示。

## 外部連結
（页面存档备份，存于）